# Hugh Montgomery (Diplomat, 1895)
Hugh Edmund Langton Montgomery (* 30. Oktober 1895 in Blessingbourne, nahe Fivemiletown, County Tyrone; † 24. Juni 1971 in Handsworth, Birmingham) war ein britischer Diplomat und römisch-katholischer Priester.

## Leben
Hugh Edmund Langton Montgomery war der älteste Sohn des britischen Heeresoffiziers Hugh Maude de Fellenberg Montgomery aus dessen Ehe mit Mary Massingberd Langton (1871–1950), der zweiten Tochter von Edmund Langton (1841–1875) und dessen Frau Emily Langton Massingberd (1847–1897). Insgesamt hatte Montgomery zwei Brüder und drei Schwestern. Der englische Journalist und Genealoge Hugh Montgomery-Massingberd war der Sohn seines jüngsten Bruders John (1913–2004).
Montgomery besuchte das Winchester College. 1914 begann er an Christ Church, einem der Colleges der University of Oxford, zu studieren, bevor er im Zuge des Ersten Weltkrieges 1915 der britischen Armee beitrat. Er diente im Lincolnshire Regiment und war lieutenant bei den North Irish Horse mit denen er in Frankreich und Belgien zum Einsatz kam. 1919 wurde ihm hierfür das Military Cross verliehen. Im selben Jahr nahm er sein Studium an Christ Church wieder auf und erhielt 1921 einen B. A. in Geschichte. Aufgrund seines Militärdienstes absolvierte Montgomery hierbei einen verkürzten serviceman's course. Während dieser Zeit beschloss er, zum römisch-katholischen Glauben zu konvertieren, was dazu führte, dass er von seiner Familie, die der anglikanischen Church of Ireland angehörte, praktisch verstoßen und als offensichtlicher Erbe des Familienbesitzes enterbt wurde. 
Montgomery trat in den britischen Auswärtigen Dienst ein. Im Juli 1922 wurde er dritter Botschaftssekretär und kam als solcher in Stockholm zum Einsatz. Dort fungierte er vom 21. September 1923 bis zum 5. Oktober 1923 sowie erneut vom 28. Oktober 1923 bis zum November 1923 als Geschäftsträger. Am 22. März 1924 wurde er in das Außenministerium versetzt. Als zweiter Botschaftssekretär war er an den diplomatischen Vertretungen tätig, etwa von 1926 bis 1929 in Belgrad, von 1929 bis 1932 in Berlin und von 1932 bis 1933 in Ankara. 1933 wurde er erster Botschaftssekretär. Als solcher kam er von 1933 bis 1936 beim Heiligen Stuhl, von 1936 bis 1938 in Bagdad, in Sofia und erneut von 1940 bis 1941 in Ankara zum Einsatz.
1942 kehrte Montgomery, in einem versiegelten Zugabteil aus der Schweiz, als erster Botschaftssekretär an die britischen Gesandtschaft beim Heiligen Stuhl zurück. Unter Ausnutzung der Neutralität der Vatikanstadt verhalf er zahlreichen aus der Kriegsgefangenschaft geflüchtete alliierten Soldaten zur Flucht. Trotz der Kritik vieler hochrangiger Kirchenvertreter setzte er diese Aktivitäten fort und erhielt den Spitznamen the battling diplomat („der kämpfende Diplomat“). Montgomery gehörte ebenfalls den Unterstützern des Netzwerkes um den römisch-katholischen Priester und Widerstandskämpfer Hugh O’Flaherty an. In der Abwesenheit der Gesandten Wingfield und Osborne fungierte er als Geschäftsträger. Des Weiteren spielte Montgomery auch eine Schlüsselrolle bei den Verhandlungen, die zur Evakuierung Roms durch die Deutschen im Jahr 1944 führten. 1944 verließ er seinen Posten an der britischen Gesandtschaft.
Die in der Nachkriegszeit stattfindende Hinrichtung zweier deutscher Jugendlicher, die während des Krieges die US-Streitkräfte ausspioniert hatten, entsetzte ihn so sehr, dass er einen Brief zu diesem Thema mit dem Titel Be not like your enemy schrieb, der am 8. Juni 1945 in der Times veröffentlicht wurde.
Von 1946 bis 1947 war er erster Botschaftssekretär in Rio de Janiero, bevor er sich endgültig entschloss, aus dem diplomatischen Dienst auszuscheiden und Priester zu werden. Der Wunsch hierzu hatte bereits seit Beginn seiner diplomatischen Karriere in ihm gereift. Montgomery studierte von 1947 bis 1951 am Päpstlichen Beda-Kolleg in Rom. Am Karsamstag 1951 empfing er in der Lateranbasilika die Priesterweihe. Während seiner Zeit in Rom freundete er sich mit Giovanni Montini, dem späteren Papst Paul VI. an, mit dem ihn eine lebenslange Freundschaft verband. Des Weiteren betätigte sich Montgomery als Übersetzer und übertrug zwei religiöse Bücher aus dem Französischen ins Englische.
Später empfing er die Priesterweihe für das Erzbistum Birmingham. Er unterrichtete für einige Zeit am Ampleforth College und war dann Kaplan an der Birmingham University. Danach war er von 1957 bis 1962 Pfarrer der Gemeinde Pype Hayes, Birmingham, von 1962 bis 1965 der Gemeinde St Brailes, Warwickshire, danach der Gemeinde St Peter's, Central Birmingham und zuletzt der Gemeinde St Augustine's in Handsworth, Birmingham. 1963 wurde ihm der Titel eines Geheimkämmerer mit der Anrede Monsignore verliehen. 1969 oder 1970 ging er in den Ruhestand. 
Montgomery starb am 24. Juni 1971 in Handsworth, Birmingham und wurde in seiner ehemaligen Gemeinde St Braile's, Warwickshire beigesetzt.

## Übersetzungen
- Francis Trochu: Jeanne Jugan: Sister Marie of the Cross, foundress of the Little Institute of the Little Sisters of the Poor (1950)
- Joseph Lecler: The two sovereignties: a study of the relationship between church and state (1952)